# Roch Voisine
Joseph Armand Roch Voisine (Edmundston, 26 marzo 1963) è un cantautore, chitarrista, armonicista conduttore televisivo canadese.
È popolare soprattutto nelle zone francofone del Canada e dell'Europa.

## Biografia
Nasce a Edmundston, cittadina francofona della provincia canadese del Nuovo Brunswick distante una decina di chilometri dal confine statunitense, da Réal Voisine e Zélande Robichaud, di lontane origini francesi con radici che toccano anche gli Indiani d’America. Voisine è un acadiano, ossia fa parte della minoranza francofona del Nuovo Brunswick.
Vive i primi anni a Saint-Basile, allora cittadina a sé stante, oggi invece divenuta un quartiere di Edmundston. Voisine crescerà parlando indifferentemente sia l'inglese che il francese.
I genitori divorziano quando ha 5 anni, il fratello e la sorella minori, Marc e Janice, si stabiliscono presso una famiglia in affido familiare, mentre Roch è affidato prima a uno zio, poi a una zia, infine ai nonni (ai quali dedicherà nel 1993 Wind and tears). Sul divorzio dei genitori Voisine pubblicherà la canzone For Adam's sake.
Cinque anni dopo il divorzio, il padre si risposa e richiama a sé i suoi figli nella cittadina di Notre-Dame-du-Lac sulle rive del Lago Témiscouata (il padre di Roch Voisine diventerà poi sindaco della città per diversi anni). Forse anche per questo motivo, la stampa francese spesso utilizza l'aggettivo "québécois" (etnico francese di riferimento al Québec) per riferirsi alle origini di Voisine anche se le origini del cantante sono altre. In ogni caso, Voisine stesso considera il Québec la sua provincia d'adozione.
A 14 anni Voisine, prendendo in prestito la chitarra del fratello, comincia a studiare da autodidatta e a comporre le sue prime canzoni. A 16 anni, ispirato dal primo amore per una ragazza americana che passava le vacanze estive nella sua cittadina, scrive Waiting.
Trasferitosi a Québec per giocare a hockey in una squadra giovanile, il 4 luglio 1983, a 20 anni, durante un incontro di baseball si infortuna seriamente a un ginocchio. Questo evento costringerà Voisine ad abbandonare il sogno di una carriera professionistica nell'hockey. Sceglie quindi di trasferirsi a Ottawa per studiare medicina e diventare fisioterapista.
Il giorno di Capodanno del 1986 uno degli amici con cui Voisine gioca a hockey, Stéphane Lessard, gli presenta suo zio, Paul Vincent, un disc jockey noto nel Québec. Dopo aver ascoltato dei demo di Voisine, Vincent riesce a convincerlo ad intraprendere una carriera professionale nella musica ed a diventare il suo manager.
Dopo soli sei mesi Voisine si esibisce davanti a 50.000 persone per la festa del Canada a Montréal. In seguito comincia ad esibirsi anche in televisione e tra il 1986 e il 1987 registra due album. Nel 1988 Voisine e Vincent fondano insieme la società di edizione e management R.V. International.
Successivamente, da settembre 1988 Voisine conduce una trasmissione televisiva per ragazzi, Top jeunesse.
Il 1989 è l'anno che dà il via al fenomeno che verrà definito dai media “Rochmania”. A marzo di quell'anno esce in Québec il singolo Hélène, dedicato alla fidanzata del suo amico Stéphane Lessard. Al momento della rottura tra i due, Voisine decide di scrivere questa canzone per lui e insieme a lui.
Al singolo segue quasi subito un album che viene esportato nei paesi europei di lingua francese. L'album Hélène venderà tre milioni di copie, un risultato notevole per un album d'esordio, non in inglese e destinato alla vendita in soli quattro paesi.
Dopo la prima tournée, nel 1990, Voisine riceve il premio alle Victoires de la Musique per il miglior album francofono dell'anno ed esce anche il suo secondo album, Double, un doppio album con canzoni in inglese e in francese che nel 1991 gli consente di vincere ancora il premio delle Victoires de la musique.
Nel marzo 1991 inizia un'altra tournée di 38 concerti e nel 1992 ottiene un'alta onorificenza in Francia, il titolo di “Chevalier de l'Ordre des Arts et des Lettres” (cavaliere dell'ordine delle arti e delle lettere), il più giovane ad aver mai ottenuto tale riconoscimento.
Un altro tour parte il 6 febbraio: sessanta date col tutto esaurito. La parte europea di quel tour termina con un concerto gratuito il 17 aprile 1992 a Parigi, al Champ de Mars sotto la torre Eiffel, trasmesso in diretta dal canale TF1. Assisteranno circa 70.000 persone dal vivo e 14 milioni davanti alla TV.
Il 1º luglio partecipa alle celebrazioni per il 125º anniversario del Canada davanti alla regina Elisabetta, e lì presenta una sua nuova canzone in inglese, scritta assieme a David Foster, I'll always be there.
In autunno escono un album e una videocassetta live dal titolo Europe Tour: contengono il resoconto della sua ultima tournée oltre a un inedito, La légende Oochigeas, una canzone il cui testo è ispirato a una leggenda ereditata dagli indiani Watanaki. Voisine torna a fare l'attore in un film TV dal titolo Armen and Bullik, in cui interpreta il ruolo di un investigatore privato e dove si parla del tesoro dei templari.
Nel 1993 viene messa in mostra una sua statua di cera 1:1 al museo delle cere Grévin di Parigi. Viene inoltre contattato per cantare gli inni canadese e americano all'All-Star Game della NHL a Montréal.
Nell'autunno dello stesso anno realizza il primo album interamente in inglese, I'll always be there che in Europa, a differenza del Canada, non riscuote grande successo.
Il 23 dicembre Voisine partecipa al concerto di Natale in Vaticano.
Il 20 marzo 1994 a Toronto presenta l'edizione di quell'anno dei Juno Award, l'equivalente canadese dei Grammy statunitensi. Singolarmente, Voisine recita il ruolo di presentatore-vincitore, dato che viene premiato come artista maschile dell'anno.

## Crisi personale
Nel 1994 Voisine partecipa ad alcune trasmissioni televisive italiane, il Maurizio Costanzo Show e Roxy Bar.
Segue un'altra tournée in Europa e in Canada, poi a settembre viene pubblicato un altro album francofono, Coup de tête (colpo di testa). Mentre in Canada il successo resta più o meno invariato, in Francia la “Rochmania” sembra calare.
Al termine del tour, Vincent decide di provare a conquistare anche il mercato americano: Voisine si trasferisce a Los Angeles dove lavora per registrare un album in inglese (in parte con la collaborazione del cantautore Richard Marx), Kissing rain, che esce nel novembre 1996.
Il 4 maggio 1997, qualche mese dopo l'uscita dell'album e con progetti di tournée già avviati, Paul Vincent muore. Vincent lascerà in eredità a Voisine una vera fortuna finanziaria, ma per Voisine il colpo subìto a causa della morte dell'amico-manager sarà duro da digerire.
A metà 1998 si trasferisce in Francia, dove inizia a lavorare ad un nuovo album. Erick Benzi (il produttore di Jean-Jacques Goldman e di Céline Dion) sarà il produttore dell'album che esce nel 1999, con il titolo di Chaque feu (Ogni fuoco).
Nell'album, nella canzone Juste pour soi, a suonare la tastiera c'è un musicista d'eccezione: il pilota Jacques Villeneuve. A novembre 1999 e a gennaio 2000 Voisine torna a cantare all'Olympia di Parigi.
Nel 2000 incide un disco contenente canzoni di Natale di cui pubblica una versione in francese (L'album de Noël, ed una in inglese (Christmas is calling). Prima dell'uscita degli album Voisine annuncia di essere stato nominato ambasciatore per il Canada in seno all'UNICEF.
A fine 2001 è la volta di un nuovo album in francese.

## La rinascita personale e professionale
Il 27 luglio 2002 si innamora di Myriam Saint-Jean, alla quale Voisine dedicherà l'album anglofono intitolato Higher in uscita a fine 2002.
Il 21 dicembre 2002 Voisine e Myriam si sposano a Montreal, nella chiesa di Saint-Viateur d'Outremont.
Dopo una tournée in Canada nei primi mesi del 2003, Voisine lavora all'album Je te serai fidèle, dal titolo della canzone presente nel disco che è l'adattamento in francese di I'll always be there.
Nel 2004 i due tour europei di Voisine sono acustici: è  infatti accompagnato solo da tre musicisti. Uno dei compagni di viaggio sul palcoscenico è l'amico-collega di lunga data Jeff Smallwood.
Il 25 giugno del 2004 nasce Kilian, suo figlio.
A novembre 2004, dopo quasi cinque anni, Voisine torna a cantare, per tre serate consecutive, all'Olympia di Parigi.
Nel gennaio 2005 Voisine ottiene il NRJ Music Award come artista maschile francofono dell'anno.
Tra marzo e aprile canta ancora in tour in Europa, stavolta però con la band al completo.
Il 31 ottobre 2005 esce un altro album francofono, Sauf si l'amour..., con dieci nuove canzoni oltre a due adattamenti in francese di due brani precedentemente pubblicati in inglese.
L'album esce solamente in Europa nonostante fosse prevista un'uscita successiva anche nel Québec. Il singolo d'esordio è in realtà una cover di un cantante semisconosciuto di nome Jay, intitolata Une femme (parle avec son cœur), canzone dedicata alle donne. La canzone Redonne-moi ta confiance è un duetto con Giorgia.
Il 9 gennaio 2006 nasce il secondo figlio, Alix-Élouan.
Ad ottobre 2006 Voisine torna in tour in Europa: parte da Parigi con quattro date all'Olympia. Si tratta di una tournée acustica, ma con la presenza di un quartetto d'archi. Il tour ha termine a dicembre per riprendere a marzo del 2007.
Nell'aprile 2007 viene annunciata l'uscita di un doppio Best of per il 28 maggio, suddiviso in un cd "Best of studio" e uno "Best of live". Contiene gli inediti Le chemin (già cantata nell'ultimo tour), Garder le feu e una cover Je ne suis pas un héros.
Il 19 maggio Voisine è stato insignito di una laurea honoris causa conferitagli dall'Università di Moncton, per la sua carriera artistica.
Nel settembre 2007 esce un'altra versione del Best of messa in vendita solamente in Canada: il contenuto è quasi identico alla versione europea, tranne che per un inedito (Ne me laisse jamais partir al posto di Le chemin) e le versioni riarrangiate di Quelque part (la versione originale era presente nell'album Sauf si l'amour...) e di Garder le feu.
Da ottobre a dicembre 2007 Roch Voisine è stato in tour, stavolta nel suo paese natale, il Canada.
Il 18 ottobre 2007 viene annunciata ufficialmente sul sito dell'artista la notizia della separazione tra lo stesso Voisine e la moglie Myriam Saint-Jean.
Il 18 agosto 2008 è uscito il nuovo album di Voisine, album che s'intitolerà Americana. L'album è stato interamente registrato a Nashville (U.S.A.), la patria del country: infatti l'album conterrà esclusivamente cover di musica country in inglese, con tre tracce bonus in cui tre di quelle stesse cover in inglese vengono cantate parte in inglese e parte in francese. Tra le tracce appare anche I will always love you, brano di Dolly Parton che però viene ricordato per lo più grazie alla cover di Whitney Houston. L'album è stato messo in vendita ufficialmente solo in Francia, Svizzera e Belgio. Durante la prima settimana di uscita in Francia, l'album si piazza al terzo posto in classifica per le vendite di cd e al sesto nei download.
Alla fine di maggio 2009 è partita la Tournée Americana con un piccolo assaggio in alcune città belghe e francesi (tra cui cinque date a Parigi). Il grosso della tournée sarà però dal 30 ottobre (con due date all'Olympia sempre a Parigi) fino al 16 dicembre con una serie di concerti in tutta l'Europa francofona.
In mezzo ai due spezzoni di tour è uscito un altro album, il seguito del precedente. All'album viene semplicemente dato il titolo di Americana II ed è uscito ufficialmente il 17 agosto 2009. Anche quest'album contiene principalmente cover di musica country, tranne una canzone (Bon vivant) che è inedita. Americana II era comunque già stato messo in vendita, in edizione limitata, senza libretto e in confezione economica, nei luoghi dei concerti della Tournée Americana.
Nel giugno 2010 Voisine completa la trilogia Americana pubblicando Americana III California che questa volta non è un album di musica country, ma ripropone brani degli anni sessanta tutti con dei suoni che in un modo o nell'altro ricordano un sapore californiano. Nei generi si spazia dal pop, al pop-rock, al folk-rock e così via.
Nel settembre 2010 Voisine pubblica il primo album della trilogia Americana anche nel suo natio Canada, due anni dopo averlo pubblicato in Europa: questa è un'ulteriore conferma del fatto che ormai per Voisine il mercato europeo è quello di riferimento. I risultati di vendita dell'album in Canada sono molto buoni tanto che all'inizio di ottobre sia in Québec sia in tutto il Canada l'album raggiunge la vetta delle classifiche e ottiene il Disco d'oro.
Potendosi considerare concluso il progetto Americana in Europa, nel dicembre 2010, Voisine pubblicherà un album composto interamente da nuovi brani, a cinque anni di distanza dall'ultimo album di inediti. Il titolo dell'album sarà Confidences. Il titolo del primo singolo è Décembre ed è già stato reso disponibile all'acquisto tramite download da fine settembre 2010.

### L'hockey
A Voisine viene data nel 1988 l'opportunità di realizzare il suo vecchio sogno di giocatore di hockey, anche se solo in video, interpretando il personaggio di Danny Ross nella serie TV Lance et compte (andata in onda in Francia con il titolo di Cogne et gagne e in Italia su Rai 2 dalla fine degli anni ottanta fino a settembre 1993, col titolo di Amore e ghiaccio). La serie ha come soggetto principale la vita dei giocatori della squadra di hockey del National di Québec (squadra fittizia, che richiamava chiaramente i Nordiques, allora la vera squadra di hockey di Québec). Danny Ross è uno di questi giocatori, che entra in scena nella terza e ultima stagione della serie originale.

## Stile musicale
Lo stile musicale di Voisine si è evoluto nel corso degli anni. Agli esordi vi era un insistito uso dell'attacco con la chitarra acustica, che poi riecheggia anche nel resto delle canzoni. Lo stile preponderante è quello sicuramente della canzone melodica o pop ballad. Le concessioni al rock sono state più numerose a inizio carriera.

Sono diventati rari anche i pezzi con un andamento sostenuto ma tendenti verso il pop, anche se la loro presenza negli ultimi album non manca se si pensa a On mentira, On a tous une étoile e T'aimer vraiment. Nei primi album i suoni di stile nordamericano erano preponderanti, mentre negli album recenti gli arrangiamenti sono più vicini al gusto europeo. Compaiono anche influenze country e folk come nella cover Jean Johnny Jean di stile cajun, abbastanza simile al bluegrass nei suoni.
Nei testi dei primi album Voisine quasi sempre collaborava alla stesura, mentre ora si limita quasi esclusivamente a cantare. L'amore romantico, l'amore visto in chiave malinconica al di là del tema dell'abbandono è largamente il tema più raccontato da Voisine che però scompare negli ultimi due album, usciti dopo il matrimonio.
L'amore è visto in chiave ironica in Pretty face-Avec tes yeux pretty face, Blue love Sue, Miss caprice.
Voisine ha saputo cantare anche altri temi: For Adam's sake racconta il tema del divorzio, Lettre au chanteur parla di isolamento sociale giovanile, Kibera sulla povertà in Africa e Je l'ai vu che discute dell'esistenza di Dio.

## Discografia

### Album non ufficiali
- 1986 Sweet songs (in inglese con diverse cover tra cui La vie en rose, unico brano in francese)
- 1987 Roch Voisine (in inglese)

### Album ufficiali
- 1989 Hélène (in francese)
- 1990 Double (doppio album, un cd in inglese e uno in francese); Roch Voisine (si tratta del cd inglese di Double venduto singolarmente)
- 1992 Europe tour (doppio album live con canzoni miste in inglese e francese)
- 1993 I'll always be there (in inglese)
- 1994 Coup de tête (in francese)
- 1996 Kissing rain (in inglese, Chaque jour de ta vie contiene una parte in francese)
- 1999 Chaque feu (in francese, uscito in versioni distinte per l'Europa e il Canada, qualche mese dopo sempre nel 1999 è uscita una versione speciale solo per il Canada con sei canzoni in più)
- 2000 L'album de Noël (in francese, uscito in versioni distinte per l'Europa e il Canada, la versione europea contiene anche tre brani in inglese)
- 2000 Christmas is calling (in inglese, uscito ufficialmente solo in Canada)
- 2001 Roch Voisine (in francese, uscito in versioni distinte per l'Europa e il Canada, la versione europea contiene in più Ce qu'il me reste)
- 2002 Higher (in inglese)
- 2003 Je te serai fidèle (in francese, in parte un best of con vecchi brani riarrangiati, My lady mio segreto è multilingue francese-italiano-inglese e On a tous une étoile è bilingue francese-italiano)
- 2005 Sauf si l'amour... (in francese, uscito ufficialmente solo in Europa,nel quale è presente Redonne-moi ta confiance un duetto con Giorgia la quale canta in italiano)
- 2006 Intime/Intimate (doppio album live in vendita solo sul sito ufficiale e nei luoghi dei concerti, un cd in inglese e uno in francese più un cd bonus con alcune delle domande del botta e risposta tra i fan e Voisine durante il tour precedente)
- 2007 Best of (doppio cd, uno "best of studio" totalmente in francese e uno "best of live" in parte in francese e in parte in inglese; uscito in versioni distinte per l'Europa e per il Canada, nella versione europea sono presenti Garder le feu, inedito assoluto, e Le chemin presentato solo durante il tour precedente e uscito in cd singolo; nella versione canadese vi è in più una videointervista e al posto di Le chemin compare Ne me laisse jamais partir, versione francese di My love is here incisa in inglese nel 2004 per l'album "Greatest hits" del pianista statunitense Jim Brickman)
- 2008 Americana (in inglese, contiene cover di musica country, tre di quelle cover appaiono anche in versione multilingue inglese-francese). Nel settembre 2010 l'album esce anche in Canada.
- 2009 Americana II (in inglese, contiene cover di musica country eccetto Bon vivant che è inedita ed è inglese e francese)
- giugno 2010 Americana III California (in inglese, contiene cover di brani degli anni Sessanta, due compaiono anche in versione inglese-francese)
- dicembre 2010 Confidences (in uscita il 5 dicembre 2010 in Europa. Conterrà brani inediti, gli stili predominanti dovrebbero essere folk e country)